# SPIRAL (茅原実里のアルバム)
『SPIRAL』（スパイラル）は、茅原実里の7枚目のオリジナルアルバム。2018年9月26日にLantisから発売された。

## 制作
茅原は音楽活動を継続出来ているのは、巡り合う人、音楽、感情との素敵な縁があるからと考えており、巡り合う縁のスパイラルが茅原を未来につなげ運んでくれたという思いを込めてアルバム名を「SPIRAL」に決定した。アルバムのテーマは「縁」。
2012年に制作された「声もなく始まる世界」、2013年に制作された『Planet:Valkyrie』のために作られた「Little Wing」など、今まで制作されたが音源化されなかった曲をこのアルバムを制作するにあたり詰め込んだ。既に制作されていた楽曲はアルバム収録にあたり、新たにレコーディングし直した。2017年10月に制作の打ち合わせが始まり、その時点で収録曲の11曲が完成していたため、アルバム制作は既存のアルバムの中で最もスピード感のある制作進行となった。既存のアルバムはコンセプトを最初に決定し制作を進めていたが、本作は打ち合わせの時点で楽曲が出揃っていたことによりコンセプトは楽曲が完成した後に決定するという今までにないパターンとなった。

## 音楽性、作曲
収録曲の13曲中12曲の作曲を菊田大介が手掛けている。
「ENERGY MAKER」は、踊りだしたくなるようなかっこいい曲。アルバムのはじまりにふさわしい曲であり、本作を擬人化し、茅原が俯瞰しているようなイメージで作詞を行った。レコーディングは神の目線から楽曲を見下ろす感覚で行った。
「夢幻SPIRAL」は、音楽に向き合う茅原自身の気持ちが込められており、歌手活動を続けていく中で迷い戦いながら、愛をもらいながら無限に前進していくという思いを詰め込んだ。テーマは「己との戦い」。エネルギッシュかつ疾走感のあるシンフォニックロック曲であり、曲に導かれるままに作詞を行った。楽曲自体は「Final Moratorium」のような勢いのありカッコいい曲であるが、その中に茅原はセンチメンタルな自分や、弱い自分との葛藤を詞の中に落とし込んだ。アルバム初収録曲の中で最初にレコーディングが行われ、ディレクターから「バンドを従えて引っ張っていくボーカル」というオーダーがあり、野性的なイメージで行った。「ハァ？…ナンセンス」というフレーズは、茅原が「セリフにしたいから、オケをカットする」という提案した。
「金魚」は、「純情なんて熱い身体に焼けてしまった」という内容の大人の雰囲気が漂う情熱的なラテン調のラブソング。テーマは「報われない男女の恋愛」。詞は唐沢美帆が手掛けており、唐沢には「結ばれない恋」というオーダーをした。女性的な儚さ、セクシーさを意識してレコーディングを行った。
「Little Wing」は、本作に収録するにあたり今の茅原の思いを反映させた内容に微調整された。『Planet:Valkyrie』のアニメーション内容が「大切な人と大空を飛びまわる」という内容であるため、笑顔であたたかい気持ちでレコーディングに臨んだ。
「奇跡」は、2014年に制作された曲であり、「Little Wing」と同様に本作に収録するにあたり歌詞が微調整された。平和への祈りが詞に込められている。「聖母のイメージ」をディレクションされ、慈しみ、優しさを意識し、レコーディングを行った。
「声もなく始まる世界」は、2012年に企画されていた、歌を原作にしたプロジェクトのために制作された曲。この企画自体は実現はしなかったため、長期間音源化がされていなかったが、茅原が「いつの日かライブで歌いたい」と思い続けていたため、本作に収録されることが決定した。このプロジェクトがきっかけとなり、『Planet:Valkyrie』、『D-Formation』が制作された。
「言の葉」の詞は茅原の素直な気持ちを詰め込んでおり、ファンへの感謝と応援のメッセージを描いている。ファンからの気持ちを受け取った後に作詞に取りたいと思ったため、8月4日、5日に開催された『SUMMER CHAMPION 2018 〜Minori Chihara 10th Summer Live〜』の後に作詞を行った。「夏の夜空 彩る華」は、毎年、河口湖ステラシアターで行われている野外ライブのラストで打ち上がる花火をイメージしている。収録曲の中で最後に収録された曲であり、レコーディングは、肩の力を抜き、ナチュラルに歌うという方向性で行った。最初から最後まで一気に歌った方がいいとディレクターから提案され、レコーディングでは1曲通しで歌入れを行った。通しで歌った3回目の歌を収録する音源に選んだ。
「アイアイ愛してるよ♡」は、旗曲として制作された元気でフレッシュなバンドサウンドの爽やかな曲。既存曲にはない方向性の曲名となっている。野球部のマネージャーの女の子がずっと好きだったら人に告白するという恋の歌であり、18歳の女子高生を曲の主人公にするというキャラ設定を描きながらレコーディングを行った。茅原は野球部のマネージャーをしていた経験があるため、詞には茅原の実体験が反映されている。
「シャラララ」は、ライブのアンコールでファンと手を振り合いながら歌うイメージで制作された。

## リリース、プロモーション
前作『Innocent Age』から約2年5カ月ぶりのリリース。初回限定盤、通常盤の2種リリース。初回限定盤には、リード曲「夢幻SPIRAL」のミュージックビデオ、8月4日、5日に開催された『SUMMER CHAMPION 2018 〜Minori Chihara 10th Summer Live〜』のメイキング映像、同ライブで新規制作された「purest note 〜あたたかい音」の10周年記念バジョージョンPVを収録。本作の発売は6月6日に行われた『茅原実里のミスサンシャイン』の公開生放送で発表された。
9月12日、19日配信の『茅原実里のradio minorhythm』で収録曲の全曲紹介を行った。9月21日にランティスのYouTube公式チャンネル「Lantis Channel」で収録曲の全曲試聴動画が配信された。9月26日に本作の発売を記念し、『茅原実里のミスサンシャイン』の公開生放送を開催。9月29日、30日にアニメイト新宿、アニメイト大阪日本橋でリリースイベントを開催。内容はお渡し会。9月30日のイベントは平成30年台風第24号の接近に伴い、開催が延期された。

## ツアー
2019年1月20日から3月9日まで本作を引っ提げたコンサートツアー『Minori Chihara Live Tour 2019 〜SPIRAL〜』を開催。

## ミュージック・ビデオ
「夢幻SPIRAL」のミュージックビデオは楽曲をイメージした赤のボディースーツを着用している。既存のアルバムのリードトラックのPVでは、ドレスや女神感のある衣装が多かったが、茅原自身の輪郭をしっかりと出すというテーマを持っていたことから衣装が決定した。
「今の茅原実里」のありのままの姿を見せたいと考え、ファンや茅原を知らない人にインパクトを与えたいと思いで撮影に臨んだ。撮影は7月14日に行われた。「ハァ？…ナンセンス」という部分は、茅原の中にあるS要素を引っ張りだし、挑んだ。
8月4日にランティスのYouTube公式チャンネル「Lantis Channel」でミュージックビデオのショートバージョンが配信された。

## 収録曲
| #         | タイトル                | 作詞      | 作曲      | 編曲      | 時間  |
| --------- | ----------------------- | --------- | --------- | --------- | ----- |
| 1.        | 「∞」                   |           | 菊田大介  | 菊田大介  | 1:59  |
| 2.        | 「ENERGY MAKER」        | 茅原実里  | 菊田大介  | 菊田大介  | 4:10  |
| 3.        | 「夢幻SPIRAL」          | 茅原実里  | 菊田大介  | 菊田大介  | 4:26  |
| 4.        | 「金魚」                | 唐沢美帆  | 菊田大介  | 菊田大介  | 4:30  |
| 5.        | 「Remained dream」      | 畑亜貴    | 菊田大介  | 菊田大介  | 4:13  |
| 6.        | 「Little Wing」         | 茅原実里  | 菊田大介  | 岩橋星実  | 4:46  |
| 7.        | 「奇跡」                | 茅原実里  | 黒須克彦  | 黒須克彦  | 4:47  |
| 8.        | 「声もなく始まる世界」  | 畑亜貴    | 菊田大介  | 菊田大介  | 4:40  |
| 9.        | 「Hopeful "SOUL"」      | 畑亜貴    | 菊田大介  | 菊田大介  | 4:28  |
| 10.       | 「みちしるべ」          | 茅原実里  | 菊田大介  | 菊田大介  | 4:46  |
| 11.       | 「言の葉」              | 茅原実里  | 菊田大介  | 菊田大介  | 5:26  |
| 12.       | 「アイアイ愛してるよ♡」 | 茅原実里  | 菊田大介  | 菊田大介  | 4:14  |
| 13.       | 「シャラララ」          | 星銀乃丈  | 菊田大介  | 菊田大介  | 4:57  |
| 合計時間: | 合計時間:               | 合計時間: | 合計時間: | 合計時間: | 57:22 |

| #         | タイトル                                                                              | 作詞  | 作曲・編曲 | 時間  |
| --------- | ------------------------------------------------------------------------------------- | ----- | ---------- | ----- |
| 1.        | 「夢幻SPIRAL」(Music Video)                                                           |       |            | 4:37  |
| 2.        | 「Making of SUMMER CHAMPION 2018 〜Minori Chihara 10th Summer Live〜」                |       |            | 30:39 |
| 3.        | 「purest note 〜あたたかい音」(Music Video（河口湖ステラシアター10回目記念 2018ver）) |       |            | 7:34  |
| 合計時間: | 合計時間:                                                                             | 42:50 |            |       |

## スタッフ・クレジット
- Performed by 茅原実里
- Producer：鈴木めぐみ（BANDAI NAMCO Arts）
- Sound Producer：斎藤滋（Heart Company）
- Director：佐々木純之助、田村宏樹（BANDAI NAMCO Arts）
- Artist Management：宍戸菜保（M-Peace）
- Recording Engineer：淺野浩伸、守屋勝美（Redefine）
- Recording Studio：ABS RECORDING、SPLASH SOUND STUDIO、LAB recorders、Sound City、Victor Studio、Sony Music Studios Tokyo、Studio Magic garden
- Mixing Engineer：淺野浩伸（Redefine）
- Mixing Studio：SPLASH SOUND STUDIO
- Mastering Engineer：袴田剛史（FLAIR）
- Mastering at VICTOR STUDIO
- Package Design：大浦祐介（Unitegraphica）
- Photographer：半沢健
- Production Design：鈴木康
- Stylist：山下和美
- Hair & Make-up：清水恵美子
- Creative Producer：小島冬樹、酒寄祐子（BANDAI NAMCO Arts）
- Creative Director：家城賢太郎（BANDAI NAMCO Arts）
- Creative Coordination：松元友里（BANDAI NAMCO Arts）
- Sale Promotion Producer：佐橋計（BANDAI NAMCO Arts）
- Sale Promotion：唐川絢子、高田みつき、小暮隼平（BANDAI NAMCO Arts）
- Promotion Producer：向後由紀子（BANDAI NAMCO Arts）
- Promotion：青木由美菜、木島美緒（BANDAI NAMCO Arts）
- Promotion Desk：根子亜由美（BANDAI NAMCO Arts）
- A&R：手塚祐貴（BANDAI NAMCO Arts）
- Fan Club Staff：黒瀬和太塁（ROM SHARING）
- Executive Supervisor：井上俊次（BANDAI NAMCO Arts）
- Special supporters：M-Smile members
- Special Thanks：© 暁佳奈・京都アニメーション、ヴァイオレット・エヴァーガーデン製作委員会、FMP!4、野沢藤司（河口湖ステラシアター）、河口湖ステラシアタースタッフの皆様
- Very Special Thanks：ALL FANS

### 楽曲スタッフ
- 02.「ENERGY MAKER」
  - Guitar：神田ジョン
- 03.「夢幻SPIRAL」
  - Guitar：神田ジョン
  - Bass：二村学
  - Drums：SHiN
  - Strings：室屋光一郎ストリングス
- 04.「金魚」
  - Guitar：馬場一人
  - Violin：室屋光一郎
- 05.「Remained dream」
  - Guitar：馬場一人
  - Bass：二村学
  - Drums：山内 "mashoi" 優
  - Strings：室屋光一郎ストリングス
- 06.「Little Wing」
  - Guitar：遠山哲朗
  - Piano：須藤賢一
  - Strings：室屋光一郎ストリングス
  - Chorus：杉並児童合唱団
- 07.「奇跡」
  - Guitar：山本陽介
  - Bass：黒瀬克彦
  - Drums：髭白健
  - Piano：渡辺シュンスケ
  - Strings：室屋光一郎ストリングス
- 08.「声もなく始まる世界」
  - Guitar：大和
- 09.「Hopeful "SOUL"」
  - Guitar：山本陽介
  - Bass：須長和広
  - Drums：佐野康夫
  - Strings：室屋光一郎ストリングス
- 10.「みちしるべ」
  - Guitar：馬場一人
  - Bass：田辺トシノ
  - Drums：岩田ガンタ康彦
  - Piano：菊池亮太
  - Strings：室屋光一郎ストリングス
- 11.「言の葉」
  - Guitar：鳴風
  - Bass：堀江晶太
  - Drums：髭白健
  - Strings：室屋光一郎ストリングス
- 12.「アイアイ愛してるよ♡」
  - Guitar：鳴風
  - Bass：堀江晶太
  - Drums：髭白健
- 13.「シャラララ」
  - Guitar：鳴風
  - Bass：堀江晶太
  - Drums：髭白健
  - Strings：室屋光一郎ストリングス

### Blu-ray Disc STAFF
「夢幻SPIRAL」Music Video
- Producer：川瀬 "SAM" 新一（Kanamedo）、JAMBOi（Kanamedo）
- Director：田原英孝
- D.O.P：対馬ヒロミ
- Lighting Director：後藤謙一（BONDS）
- Art：荒井茂
- Production Manager：松田謙汰（Kanamedo）
- Guitar：ゴンガーシホ
- Drums：ひぐちしょうこ

「SUMMER CHAMPION 2018 〜Minori Chihara 10th Summer Live〜」
- MUSICIAN
  - Bandmaster / Keyboard：須藤賢一
  - Drums：岩田ガンタ康彦
  - Guitar：馬場一人、山本陽介
  - Bass：岩切信一郎
  - Violin：室屋光一郎
- STAGE CREW
  - Stage Director：三上修司（PARKLIFE）
  - Stage Manager：北井佳輔（M&S）
  - Stage Set Coordinator：瓜田淳二（NIHON STAGE）
  - Manipulator：大場 "hana" 誠朗（SLOTH MUSIC）
  - Sound House Operator：上野利明（HIGHWAY STAR）
  - Sound Monitor Operator：西畑竜也（HIGHWAY STAR）
  - Lighting Coordinator：下窯友明（HIGH BRIDGE）
  - Instrument Technician：吉田光範（SOUND CREW）
  - Special Effects：阿部匠（BLAZE）
  - Stylist：山崎理恵
  - Hair & Make-up：清水恵美子
  - Live Director & Manager：小島章史（BANDAI NAMCO Live Creative）、村田慎二（BANDAI NAMCO Live Creative）、牧野麗美（BANDAI NAMCO Live Creative）
  - Live Director Desk：松尾朋子（BANDAI NAMCO Live Creative）
  - Executive Producer：鈴木孝明（BANDAI NAMCO Live Creative）
  - Live Promoter：安部寛世（HOTSTUFF PROMOTION）
- SHOOT STAFF
  - Producer / Camera：川瀬 "SAM" 新一（Kanamedo）
  - Director / Camera：JAMBOi（Kanamedo）
  - Camera：田原英孝、田中靖宏（Kanamedo+）
  - Production Manager / Camera：柳舘陸海（Kanamedo）

## チャート
| チャート（2018年）               | 最高位 |
| -------------------------------- | ------ |
| オリコン（週間）                 | 22     |
| オリコン（週間・アニメ）         | 5      |
| オリコン（デイリー）             | 17     |
| Billboard Japan Hot Albums       | 24     |
| Billboard Japan Top Albums Sales | 19     |
| Billboard Japan Download Albums  | 82     |